# Паметник на Садако Сасаки
Паметникът на Садако Сасаки е на японското дете хибакуша, създаден в град Хирошима, в Парка на мира.
След смъртта ѝ на 25 октомври 1955 приятелите и съучениците на Садако Сасаки започват да събират средства за изграждането на мемориал в памет на нея и всички деца, загинали непосредствено от взрива на атомната бомба или от заболявания, причинени от това. През 1958 г. в Мемориалния музей на мира в Хирошима е открита статуя на Сасаки, която държи оригами на златен жерав. В подножието на статуята е поставен надпис, който има следния текст:
| „ | Това е нашият плач. Това е нашата молитва. Мир за целия свят. | “ |

На 6 август в София минувачи окичват японските вишни пред сградата на Светия Синод с оригами на жерави. Японска легенда разказва, че който направи 1000 жерава от хартия, това, за което копнее сърцето му, ще се сбъдне. Садако Сасаки е сгънала около 1200 такива книжни фигурки...